# Стефан Маковецький (шляхтич)
Стефан Маковецький (пол. Stefan Makowiecki; бл. 1730—1801) — польський шляхтич, представник роду Маковецьких гербу Помян.

## Життєпис
Батько — Міхал — червоногородський скарбник, дідич Шатави, Михайлівки.
Посада — червоногородський скарбник. Учасник Барської конфедерації, дідич Шатави, Михайлівки; маршалок сеймику boni ordinis у Кам'янці-Подільському у вересні 1760; у 1761—1767 роках сприяв відбудові міста, замку в Кам'янці на Поділлі, запровадив освітлення вулиць був похований у костелі в Михайлівці.
Син — Ян Людвік — ушицький хорунжий.